# Tommy Haas
Pour les articles homonymes, voir Haas.
Thomas Haas, dit Tommy Haas, né le 3 avril 1978 à Hambourg, est un joueur de tennis allemand, professionnel de 1996 à 2017.
Vainqueur de 15 tournois ATP en simple durant sa carrière, il a notamment gagné le Masters de Stuttgart en 2001 et a atteint 13 autres finales, dont celles des Jeux olympiques de Sydney en 2000 qui lui a donc valu une médaille d'argent après sa défaite contre Ievgueni Kafelnikov. Il a occupé la 2e place mondiale en 2002 après sa finale au Masters de Rome. Moins actif en double, il a toutefois remporté la seule finale qu'il a disputée et a été, en simple comme en double, un membre régulier des équipes d'Allemagne de Coupe Davis (19 sélections entre 1998 et 2014) et de World Team Cup (deux titres en 1998 et 2005).
Résidant à Bradenton (Floride) et bénéficiant de la double nationalité depuis sa naturalisation américaine en 2010, Tommy Haas a continué de porter les couleurs allemandes sur le circuit. Il fait preuve d'une longévité peu commune sur le circuit, revenant à la compétition en 2017 à l'âge de 38 ans. Il annonce en 2018 sa retraite, faisant de sa victoire contre le Suisse Roger Federer à Stuttgart en 2017 la dernière de sa carrière.

## Carrière

### Débuts
Né à Hambourg en Allemagne, Thomas Mario Haas, dit Tommy Haas, commence à jouer au tennis alors qu'il est âgé de deux ans, à l'aide d'une planche en bois en frappant des balles contre le mur ou dans les mains de son père. Lorsque son père Peter, entraîneur de tennis, découvre son talent, il se charge de son entraînement.
À cinq ans, Tommy Haas remporte son premier tournoi chez les jeunes, à Hambourg. Puis son second à huit ans, à Munich. Entre onze et treize ans, il gagne également le championnat d'Autriche, d'Allemagne et d'Europe.
Les talents de Tommy Haas sont remarqués par le célèbre Nick Bollettieri. Impressionné, il lui permet de rester dans son académie, Nick Bollettieri Tennis Academy en Floride, à titre gratuit. À 13 ans, Tommy Haas déménage pour la Floride et commence sa formation.

### 1996-2000: débuts professionnels et premiers grands résultats
En 1996, Haas devient professionnel. Il se révèle en remportant son premier titre ATP en 1999 et en atteignant les demi-finales de l'Open d'Australie. Il parvient également en finale de la Coupe du Grand Chelem. Lors des Jeux olympiques de 2000 à Sydney, il échoue en finale face à Ievgueni Kafelnikov, remportant ainsi la médaille d'argent.

### 2001-2004: meilleurs résultats et classement en carrière
Pour la saison 2001, lors de son premier tournoi de l'année à Adélaïde, il le gagne contre Nicolás Massú (6-3, 6-1), après notamment une victoire en quart contre le 7e mondial, Lleyton Hewitt.
En février, au tournoi de Memphis, Haas va jusqu'au dernier carré, où il s'incline contre Mark Philippoussis (65-7, 65-7), tête de série no 2 et futur vainqueur.
Au Masters de Miami, il atteint les huitièmes de finale, mais déclare forfait avant son match contre le 3e mondial, Andre Agassi, futur vainqueur du tournoi.
Sur la terre battue du Masters de Monte-Carlo, il vainc Max Mirnyi facilement puis la tête de série no 16 Carlos Moyà (1-6, 6-3, 6-3), avant de céder (7-66, 3-6, 3-6) contre le futur vainqueur de l'épreuve, le 2e mondial Gustavo Kuerten.
Pour la tournée estivale au Masters du Canada, il bat notamment le qualifié Ivan Ljubičić et le Français Arnaud Clément pour rallier les demi-finales avant d'abandonner contre le Roumain Andrei Pavel (4-6, 0-5 ab.), futur lauréat. Puis à Long Island, il bat le 10e mondial Pete Sampras en finale (6-3, 3-6, 6-2), remportant son deuxième titre de la saison. Puis il va en huitième de finale de l'US Open en perdant contre le futur vainqueur, le 4e mondial Lleyton Hewitt (6-3, 62-7, 4-6, 2-6).
Il multiplie les résultats probants au mois d'octobre. Il remporte d'abord un titre ATP 500 à Vienne en battant en final Guillermo Cañas (6-2, 7-66, 6-4). Puis il gagne surtout son premier et unique titre en Masters Series à Stuttgart en battant en finale le Biélorusse Max Mirnyi (6-2, 6-2, 6-2), 53e mondial et issu des qualifications. Durant son parcours à Stuttgart, il engrange notamment des victoires contre deux joueurs du top 10 : Lleyton Hewitt (2-6, 6-3, 6-4), 3e mondial, et Tim Henman (2-6, 6-3, 6-4), 9e,.
Enfin, Haas parvient en demi-finale du Masters de Paris-Bercy en battant Ivan Ljubičić, Xavier Malisse et Thomas Johansson, avant de s'incliner contre le Français Sébastien Grosjean (5-7, 4-6). Après ce tournoi, il est classé no 9 mondial, pour la première fois dans le top 10, mais cela ne lui permet pas de se qualifier pour le Masters de fin d'année ; après le Masters Marat Safin, no 8, perd 3 places, ce qui permet à Tommy Haas de finir la saison 2001 à la 8e place mondiale. Haas ne sera plus jamais aussi près de se qualifier pour le Masters.
Sa progression fulgurante atteint son sommet en mai 2002 lorsqu'il devient no 2 mondial.
Lors de cette année, il atteint les demi-finales de l'Open d'Australie en tant que tête de série numéro 7. Il bat pour cela Andrei Stoliarov, le qualifié Jean-François Bachelot, puis Todd Martin (68-7, 6-3, 3-6, 6-4, 6-1) dans un match compliqué, avant de vaincre en huitième de finale, le Suisse Roger Federer 12e mondial, dans un match historique qu'il gagne 8-6 au 5e set alors mené deux sets à un (7-63, 4-6, 3-6, 6-4, 8-6). En quart de finale, il bat Marcelo Ríos (7-62, 6-4, 62-7, 7-65), mais sera vaincu par le 11e mondial, le Russe Marat Safin (7-65, 64-7, 6-3, 0-6, 2-6) après avoir mené deux manches à une.
Il arrive ensuite en finale au Masters de Rome, en battant le Français Sébastien Grosjean 10e mondial (6-3, 6-4), l'Espagnol Carlos Moyà (6-3, 6-4) et l'Américain Andy Roddick (6-1, 7-5) 14e mondial, à chaque fois en 2 sets. Il perd cependant sèchement 3-6, 3-6, 0-6 contre l'Américain Andre Agassi 9e mondial. Il finit en 2002 à la 11e place mondiale.
Malheureusement, durant l'entre saison, un tragique accident laisse son père dans le coma, Tommy Haas met sa carrière entre parenthèses pour prendre soin de sa famille. Pendant cette période il se blesse l'épaule et doit se fait opérer. Cette opération est l'origine de plusieurs autres complications qui suivront. Il laisse derrière lui un impressionnant ratio contre les meilleurs joueurs d'alors : 3-0 contre Andy Roddick, 5-5 contre Pete Sampras, 2-1 contre Roger Federer, 2-1 contre Marat Safin, et 2-0 contre Jim Courier.
Il retrouve les terrains seulement en 2004 après la tournée australienne de janvier, Haas remporte deux titres ATP cette année 2004, en essayant de retrouver sa forme d'antan. Non classé en début d'année, il finit la saison 2004 à la 17e place mondiale.

### 2006: retour au premier plan, quart à l'US Open et demi à Paris-Bercy

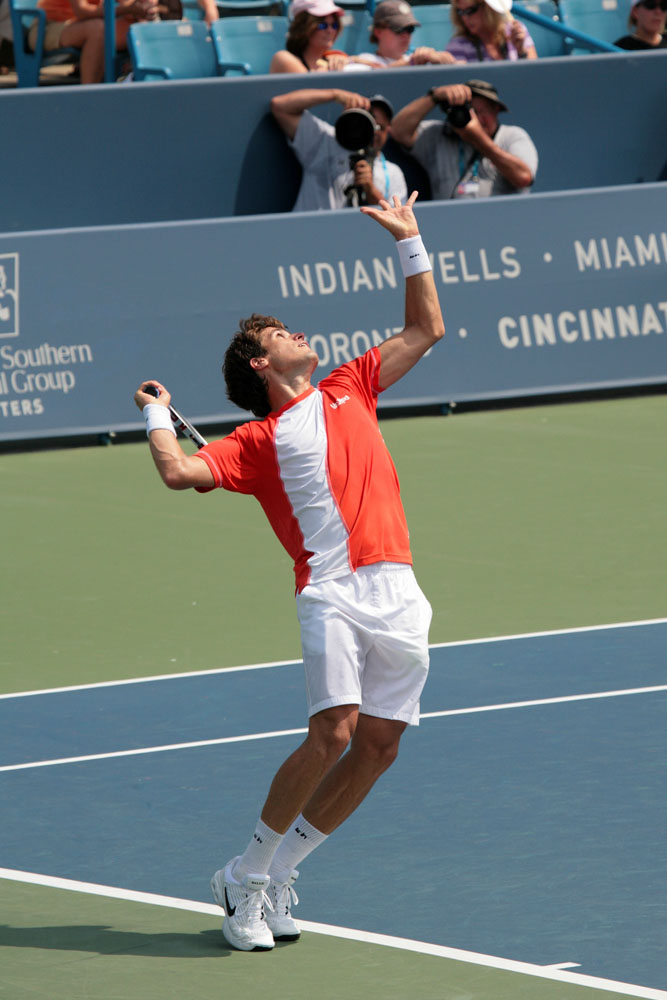
Tommy Haas au service.

2006 est l'année du retour au premier plan de Tommy Haas. Il réalise face à Roger Federer, en huitièmes de finale de l'Open d'Australie un match exceptionnel, seulement perdu en 5 sets (3-6, 0-6, 6-3, 6-4, 2-6).
Également vainqueur de trois tournois ATP, il réalise un très bon parcours à l'US Open en atteignant les quarts où il est battu par Nikolay Davydenko après avoir mené deux sets à rien. Tétanisé par les crampes, il perd les trois sets suivants.
En fin d'année, une victoire au Masters de Paris lui aurait permis de se qualifier pour la Masters Cup à Shanghai. Malheureusement, il abandonne en demi-finale face à Dominik Hrbatý pour problèmes de santé. À noter une belle victoire dans ce tournoi face à Marat Safin (7-61, 3-6, 6-3).
Il finit en 2006 à la 11e place mondiale.

### 2007: demi-finale en Australie et quart à l'US Open
Tommy Haas attaque 2007 pied au plancher, en atteignant les demi-finales de l'Open d'Australie après d'âpres duels contre David Nalbandian mais surtout Nikolay Davydenko, où mené deux sets à un, il puise dans ses réserves mentales pour battre le Russe (6-3, 2-6, 1-6, 6-1, 7-5). Le Chilien Fernando González brise les espoirs de finale de l'Allemand au terme d'un match de haut niveau (6-1, 6-3, 6-1). À la suite de ce tournoi, Haas retrouve le top 10 du classement mondial pour la première fois depuis 2002.
Le 25 février, au tournoi de Memphis, Haas bat Andy Roddick en finale (6-3, 6-2). Fait rare, durant cette semaine, il n'a à déplorer aucune balle de break contre lui. Il est le deuxième joueur ayant remporté 3 titres à Memphis, tout comme Jimmy Connors en 1979, 1983 et 1984. La dernière finale perdue par l'Allemand était face à Andre Agassi au Masters de Rome 2002.
Haas atteint les quarts de finale des Masters d'Indian Wells en Californie. Il perd face à Andy Murray au tie-break du troisième set malgré un adversaire blessé.
Peu réputé pour son jeu sur gazon, il atteint les huitièmes de finale de Wimbledon pour la première fois. Haas bat Zack Fleishman, Tomáš Zíb et la tête de série 21, Dmitri Toursounov. Il déclare forfait face à Roger Federer pour une déchirure musculaire abdominale.
Lors de l'US Open, Tommy retrouve Nikolay Davydenko en quarts de finale, mais s'incline en 3 sets. Sa tournée est marquée par des victoires palpitantes face à Sébastien Grosjean et James Blake en 5 sets.
Il finit la saison 2007 à la 12e place mondiale.

### 2008: année marquée par les blessures
Miné par les blessures, Tommy Haas ne peut défendre ses chances lors de l'Open d'Australie. Cela lui vaut une grosse chute au classement ATP mais il parvient tout de même en quarts de finale au Pacific Life Open à Indian Wells, où il bat notamment Andy Roddick (6-4, 6-4), Fernando Verdasco (7-65, 4-6, 6-1) et Andy Murray (2-6, 7-5, 6-3). Il déclare forfait contre Roger Federer pour cause d'infection des sinus.
À Wimbledon, Tommy Haas effectue un honorable parcours et sort respectivement Guillermo Cañas et la tête de série no 23 Tommy Robredo. Il tombe au tour suivant face à Andy Murray (4-6, 7-64, 3-6, 2-6).
De retour sur dur, il parvient en demi-finale au tournoi de Washington, où il est battu par Juan Martín del Potro (6-2, 6-1). Lors de la Rogers Cup à Toronto, Tommy Haas bat l'ancien numéro 1 mondial Carlos Moyà (6-3, 6-2) avant de tomber face à sa bête noire Nikolay Davydenko. À Cincinnati, Tommy Haas bat Mikhail Youzhny et Gaël Monfils (sur abandon du Français) avant de tomber contre Rafael Nadal (6-4, 7-60).
L'US Open lui offre la tête de série no 12 Richard Gasquet au premier tour. Ce match se révèle l'un des plus spectaculaires du tournoi, conclu en plus de 3 heures par l'Allemand (63-7, 6-4, 5-7, 7-5, 6-2). De façon surprenante, Tommy Haas tombe contre Gilles Müller, qualifié luxembourgeois, après avoir mené 2 sets à rien (2-6, 2-6, 7-65, 6-3, 6-3) au tour suivant. Il s'agit de son dernier match en 2008.

### 2009: deuxième retour, demi-finale à Wimbledon
De retour après une énième opération pour l'Open d'Australie, Haas effectue un bon parcours mais tombe en seizièmes de finale face à Rafael Nadal (6-4, 6-2, 6-2). Durant ce tournoi, il bat respectivement Eduardo Schwank (6-3, 6-3, 6-4) puis Flavio Cipolla (6-1, 6-2, 6-1).
Lors du SAP Open de San José, il a uni ses forces avec le Tchèque Radek Štěpánek pour décrocher son tout premier titre en double après avoir perdu en quarts de finale face au champion en titre Andy Roddick.
Trois fois vainqueur au tournoi de Memphis, il tombe dès le premier tour face à l'Américain Sam Querrey (7-64, 6-4). De même, il est sorti au premier tour du tournoi de Delray Beach par Jérémy Chardy (7-67, 6-3).
Lors de la tournée américaine, il parvient au troisième tour du tournoi d'Indian Wells après avoir battu Óscar Hernández et Rainer Schüttler, mais tombe face à Novak Djokovic en deux manches (6-2, 7-61). Plus inquiétant, une défaite lors du premier tour du Masters 1000 de Miami face au qualifié Mikhail Kukushkin (6-4, 6-4).
Le tournoi de Houston lui redonne des couleurs, où il passe le cap du champion en titre Marcel Granollers en trois manches mais perd en quarts contre son compatriote Björn Phau (6-3, 3-6, 6-3).
Pour son premier Masters 1000 sur terre battue de la saison, à Madrid, Haas doit passer par les qualifications. Sans encombre, il se défait de Pablo Andújar dans le match décisif pour affronter au premier tour Ernests Gulbis qu'il bat en 3 sets (6-2, 5-7, 7-5). Le tour suivant lui est fatal malgré deux balles de match face à Andy Roddick et un premier set parfaitement maitrisé (1-6, 7-69, 6-4).
Aux Internationaux de France, il bat au premier tour Andrei Pavel (6-1, 6-4, 6-4), puis le qualifié Leonardo Mayer (6-3, 7-62, 3-6, 4-6, 6-3) avant de prendre sa revanche sur Jérémy Chardy (7-5, 6-3, 4-6, 6-4). Il réédite ainsi sa performance de 2002 en atteignant les huitièmes de finale. Opposé au numéro 2 mondial, Roger Federer, il est tout proche de l'exploit. Il remporte les deux premières manches, mène 4-3 dans la troisième, et se procure une balle de break. Mais Federer la sauve et le match bascule alors en faveur du Suisse. Tommy Haas s'incline finalement en cinq sets (7-64, 7-5, 4-6, 0-6, 2-6).
À Halle il remporte en juin son 12e titre en simple en battant la tête de série no 1 Novak Djokovic au terme d'un match acharné en trois sets (6-3, 6-74, 6-1) C'est son premier titre depuis presque deux ans et demi et sa victoire à Memphis contre Andy Roddick en février 2007.
À Wimbledon, il bat au premier tour Alexander Peya (65-7, 7-60, 6-3, 6-4), puis Michaël Llodra (4-3) par abandon. Il passe le 3e tour en battant le Croate Marin Čilić lors d'un match mémorable en 5 sets (7-5, 7-5, 1-6, 6-73, 10-8) long de plus de 4 h 30 (arrêté à 6-6 dans le 5e set puis repris le lendemain). Sa victoire face à Igor Andreev (7-68, 6-4, 6-4) lui permet d'atteindre les quarts de finale, lors desquels il élimine le Serbe Novak Djokovic, no 4 mondial (7-5, 7-66, 4-6, 6-3). En demi-finale du tournoi londonien, il s'incline face au Suisse Roger Federer en trois sets (7-63, 7-5, 6-3) mais récupère néanmoins 15 places au classement ATP. Il entre dans le top 20 qu'il avait quitté en janvier 2008 en devenant 19e mondial.
Il participe ensuite au tournoi de Los Angeles où il bat Jesse Levine (6-1, 6-3) puis Marat Safin en quarts (7-63, 6-2) mais s'incline en demi-finale face à Sam Querrey. Fernando González lui barre la route en quart de finale à Washington puis au 2e tour à Toronto. À Cincinnati, il chute d'entrée face à John Isner. À l'US Open, Haas s'incline au troisième tour face à Fernando Verdasco dans un match exceptionnel en 5 sets (3-6, 7-5, 7-68, 1-6, 6-4).
Sa fin de saison est compromise en raison de son infection par le virus de la grippe A qui l'oblige à renoncer aux tournois de Stockholm contre Jarkko Nieminen et Bâle. Dans son dernier tournoi de la saison, à Paris, il perd au premier tour face à un Arnaud Clément en forme, dans un match très accroché. Il finit l'année à la 17e place, alors qu'il l'avait commencée à la 80e place.

### 2010-2011: années écourtées par les blessures
Commençant sa saison au tournoi exhibition de Kooyong, ensuite il s'impose difficilement face à Simon Greul et à Janko Tipsarević à l'Open d'Australie, avant d'être battu par Jo-Wilfried Tsonga (4-6, 6-3, 1-6, 5-7).
En février, à l'Open de San José, il s'incline en deux sets face à Denis Istomin au deuxième tour. Il enchaîne ensuite deux défaites d'entrée à Memphis et à Delray Beach. Fin février, il subit une opération de la hanche droite, l'obligeant à s'éloigner des courts pendant plusieurs mois. Il demeure toutefois confiant quant à son retour sur le circuit.
Le 25 mars 2010, il déclare vouloir dorénavant représenter les États-Unis sur le circuit, pays qu'il connaît depuis l'âge de 13 ans, et dans lequel il réside.
En raison de sa blessure, il pointait à la 375e place mondiale le 29 novembre. Il espère un retour en 2011 après l'Open d'Australie, tournoi pour lequel il a déclaré forfait.
Lors de la saison 2011 Tommy Haas fait son retour à la compétition lors d'un match de double au tournoi de Munich en avril. Associé à son ami Radek Štěpánek, il s'incline cependant dès le premier tour.
Il revient en simple à Roland-Garros (éliminé par Marsel Ilhan au premier tour), puis à Halle (défaite face à Andreas Seppi, 6-2, 6-76, 6-3), et Wimbledon (sorti au premier tour par Gilles Müller). Il remporte sa première victoire à Newport contre son compatriote Michael Berrer en deux sets. Il réalise un US Open honorable, en éliminant Jonathan Dasnières de Veigy, puis Alejandro Falla, avant de tomber contre Juan Mónaco en quatre manches.
L'Allemand a laissé planer le doute sur la suite à donner à sa carrière.

### 2012: troisième retour au premier plan
2012 marque l'année de son retour. Il est battu au second tour de l'Open d'Australie en 3 sets par Rafael Nadal. Puis il réussit un bon tournoi à Munich, où il parvient en demi-finale en ayant notamment battu Márcos Baghdatís et surtout Jo-Wilfried Tsonga (5e mondial). Il perd contre Marin Čilić 6-3, 6-4. Il enchaîne à Roland-Garros ; issu des qualifications, il atteint le troisième tour où il perd en 4 sets face à Richard Gasquet.
Il reçoit ensuite une wild card pour le tournoi de Halle, où il conquît son dernier titre en 2009 face à l'actuel no 1 mondial Novak Djokovic. Il élimine alors respectivement Bernard Tomic sur abandon, Marcel Granollers en deux sets, puis Tomáš Berdych no 7 mondial au terme d'un match serré 6-4, 3-6, 7-5, avant d'éliminer en deux sets très disputés (7-65, 7-5) le tenant du titre, son compatriote Philipp Kohlschreiber qui avait auparavant éliminé Rafael Nadal. Il se hisse donc en finale du tournoi où il rencontre la tête de série no 2 Roger Federer, qu'il bat 7-65, 6-4 pour créer une grosse surprise. À 34 ans, 3 ans après son dernier titre ici même, Tommy Haas remporte le treizième titre en simple de sa carrière. C'est une belle récompense, méritée pour l'Allemand, encore 205e mondial 6 mois auparavant. Grâce à ce résultat, il réintègre le top 50, 2 ans après l'avoir quitté.
En juillet, lors du tournoi de Hambourg, il élimine Martin Kližan au premier tour, puis Gilles Simon, le tenant du titre et tête de série no 2, après un combat en trois sets (4-6, 6-3, 6-4). En quarts de finale, il rencontre son compatriote Florian Mayer, 23e mondial, qu'il écarte en deux manches (6-1, 6-4), et se qualifie en finale aux dépens de la tête de série no 2 du tournoi, Marin Čilić (7-67, 6-0). Il joue sa première finale d'un Masters 500 depuis 2007 contre l'Argentin Juan Mónaco mais perd en deux sets (7-5, 6-4).
Il finira en 2012 à la 21e place mondiale.

### 2013: 2 titres ATP, demi-finale à Miami et quart à Roland-Garros
Tommy Haas commence l'année par un Open d'Australie décevant. Alors tête de série no 19, il s'incline au premier tour en 5 sets, au terme d'un match marathon face à Jarkko Nieminen (63-7, 6-4, 3-6, 6-4, 6-8).
À l'Open de San José alors 22e mondial, il est battu en finale par le tenant du titre, Milos Raonic 13e mondial, en deux sets (4-6, 3-6) en 1 h 15, après avoir battu John Isner 16e mondial, en demie. Ce résultat lui permet de réintégrer le top 20. Il compte une autre demi-finale au tournoi de Delray Beach en tant que tête de série numéro 2, perdant cependant contre le qualifié Letton Ernests Gulbis, (3-6, 6-4, 62-7) 109e mondial.
Au Masters d'Indian Wells, il atteint les huitièmes de finale après avoir battu Nicolás Almagro (6-3, 62-7, 7-62), mais s'incline sèchement face à Juan Martín del Potro (1-6, 2-6), futur finaliste. Il signe néanmoins sa meilleure performance à Indian Wells depuis 2008. Alors 18e mondial, il atteint à nouveau les huitièmes de finale deux semaines plus tard au Masters de Miami en battant Alexandr Dolgopolov (6-3, 6-2). Puis il élimine à la surprise générale et à bientôt 35 ans, le no 1 mondial et favori du tournoi Novak Djokovic, en seulement deux sets (6-2, 6-4). Il atteint alors les quarts de finale à Miami pour la première fois et enregistre par la même occasion sa deuxième victoire en carrière face à un numéro 1 mondial. La première remonte à 1999, où il s'était imposé face à Andre Agassi en quarts de finale de la Coupe du Grand Chelem. Il bat ensuite facilement Gilles Simon (6-3, 6-1), et accède ainsi aux demi-finales d'un Masters 1000 pour la première fois depuis Bercy 2006. Il affronte et s'incline toutefois face à l'Espagnol David Ferrer, 5e mondial (6-4, 2-6, 3-6) malgré une bonne résistance mais profitant de la fatigue de l'Allemand.

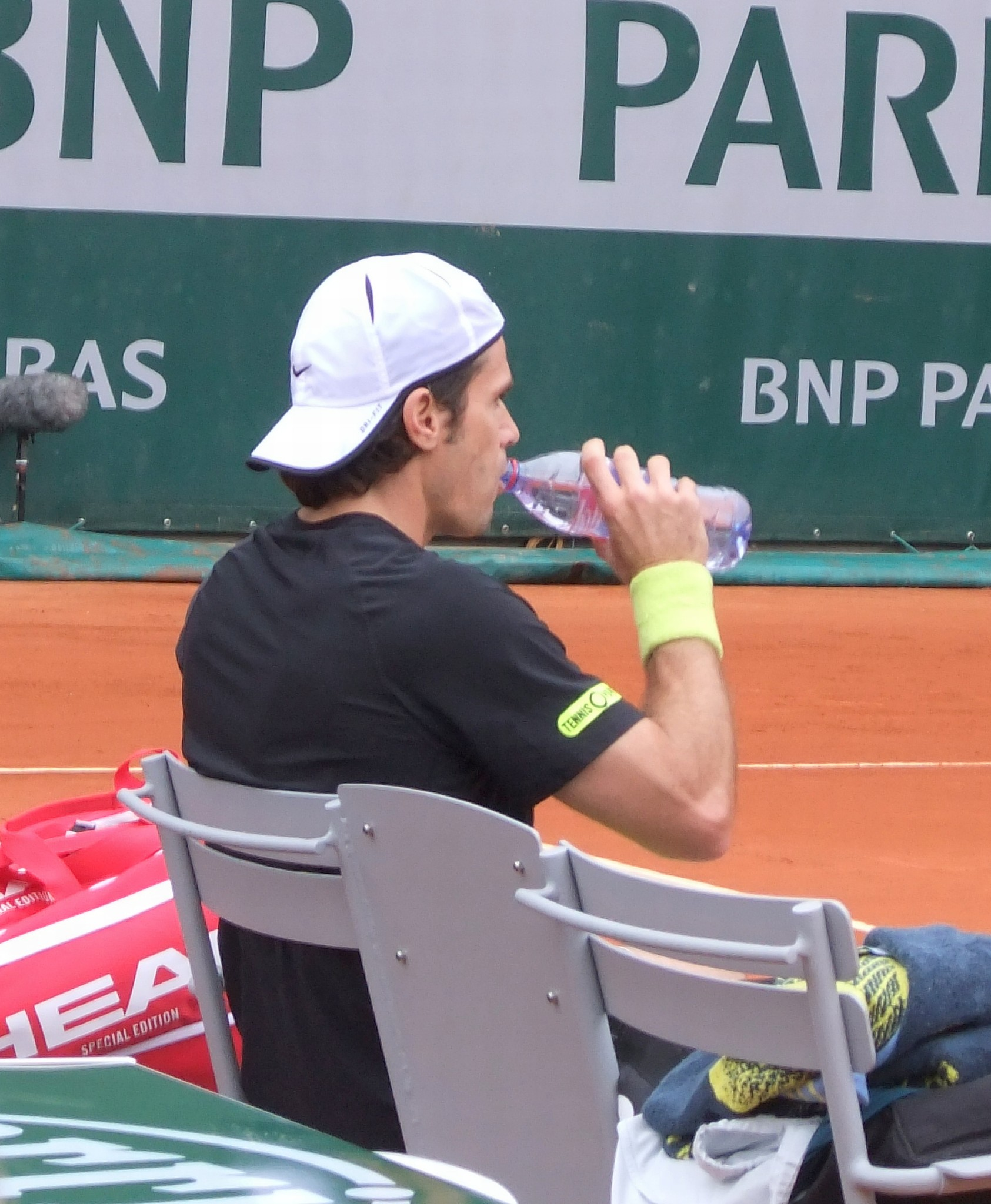
Tommy Haas à Roland-Garros en 2013.

Sur la terre battue, d'abord à l'Open de Munich, il gagne son 14e titre en battant son compatriote Philipp Kohlschreiber (6-3, 7-63). Ayant pris sa revanche sur Ernests Gulbis (6-4, 63-7, 6-1), Florian Mayer et Ivan Dodig. Une semaine après, au Masters de Madrid, il arrive en huitième en ayant battu Tommy Robredo (6-3, 7-5), et perdant à ce stade contre David Ferrer 4e mondial, mais Tommy a donné beaucoup de fil à retordre à l'Espagnol (5-7, 6-4, 4-6).
En juin, il parvient à se hisser pour la première fois de sa longue carrière, en quarts de finale du tournoi de Roland-Garros, et devient à 35 ans le joueur le plus âgé à atteindre les quarts de finale d'un Grand Chelem depuis Andre Agassi à l'US Open 2005 et il est le plus vieux à ce stade depuis 1971 et Istvan Gulyas. Avant cela, il bat facilement Guillaume Rufin et le qualifié Jack Sock en trois manches, avant de sortir un gros match contre le grand serveur Américain, John Isner, qu'il remporte (7-5, 7-64, 4-6, 610-7, 10-8) en 4 h 37 et ainsi aller en huitième, finissant le match sur les rotules. Et pulvérise le Russe Mikhail Youzhny en trois set pour 1 h 24 de jeu, et ainsi se qualifier pour les quarts où il rencontre le no 1 mondial Novak Djokovic. Il perd la première manche 3-6, dans la deuxième manche il s'accroche après avoir été breaké d'entrée et parvient à débreaker. Les deux joueurs arrivent au tie-break, Tommy Haas mène 4-2 mais perd finalement ce jeu décisif 5-7. Lors du dernier set, l'Allemand se bat pour conserver son service mais Djokovic prend son service pour mener 5-3. Le Serbe sert alors pour le match mais Haas reprend le service du no 1 puis tient sur sa mise en jeu, 5-5. Djokovic remporte finalement le set et le match (3-6, 65-7, 5-7) en 2 h 13.
La saison sur herbe commence et participe au tournoi de Halle dans la défense de son titre. Il perd cependant en demi contre le futur vainqueur Roger Federer dans un match haletant où il a remporté le 1er set 6-3, 3-6, 4-6. Au tournoi de Wimbledon, il bat Dmitri Toursounov, Jimmy Wang et Feliciano López pour se qualifier pour la seconde semaine en ayant perdu qu'un seul set. Il croise de nouveau le Serbe mais cette fois en huitième de finale. L'Allemand est totalement dépassé dans la première manche qu'il perd 6-1, puis il se révolte dans la seconde et breake Djokovic mais perd finalement 6-4. Il fait jeu égal avec le no 1 mondial dans le troisième set, qu'il perd tout de même au tie-break 7 points à 4. Score final : 1-6, 4-6, 64-7.
Début de la tournée estivale, au tournoi de Washington Tommy Haas s'aventure jusqu'en demi-finale, en battant Grigor Dimitrov (7-65, 7-63), mais perdant contre le futur vainqueur, Juan Martín del Potro (64-7, 3-6). Puis au Masters de Cincinnati alors 13e mondial, il atteint facilement les huitièmes pour affronter Roger Federer alors 5e mondial. Il gagne le premier set facilement 6-1, mène ensuite 5-3 dans le deuxième set et a servi pour le match, mais perdra le set 7-5 avant de perdre le match dans la dernière manche 6-3 dans un duel acharné.
À la fin de la saison, à Vienne il réalise un dernier éclat en remportant son 15e titre en simple en battant en finale, le Néerlandais Robin Haase en 3 sets.
Il finira en 2013 à la 12e place mondiale.

### 2014: multiples blessures, fin de saison après Roland-Garros
Dès le départ, cette année est marquée par des blessures. Lors de l'Open d'Australie, il abandonne au 1er tour (7-5, 5-2) contre Guillermo García-López.
Il revient pour le 1er tour de la Coupe Davis en jouant le double en partenariat avec Philipp Kohlschreiber. Il gagne 7-65, 69-7, 7-67, 6-3 et qualifie l'Allemagne pour les quarts de finale.
En février, il atteint la finale au tournoi de Zagreb mais perd contre Marin Čilić (6-3, 6-4). Il va jusqu'en demi finale à l'Open du Brésil et doit abandonner contre Paolo Lorenzi (6-3, 3-2). Au mois de mars, il participe au Masters d'Indian Wells et perd contre le futur finaliste Roger Federer sur le score de 6-4, 6-4, après avoir battu Kei Nishikori en 2 sets (7-63, 6-2). Après ça, il déclare forfait au Masters de Miami en raison de son épaule droite, et ne reprend la compétition qu'à Munich en atteignant la demi finale qu'il perd contre Martin Kližan (6-3, 6-2).
Au Masters de Rome il réalise un excellent tournoi. Il élimine Stanislas Wawrinka (no 3 mondial) au terme d'un bon match (5-7, 6-2, 6-3) et atteint les quarts de finale. À 36 ans, il devient le plus vieux quarts de finaliste dans un Masters 1000. Cependant, en raison de douleurs récurrentes à l'épaule, il abandonne après avoir perdu le premier set 6-2 contre Grigor Dimitrov et déclare forfait également en double. Il décide de jouer aux Internationaux de France, mais abandonne dès le premier tour contre Jürgen Zopp. Le 17 juin, il subit une arthroscopie à l'épaule droite à New York et met fin à sa saison.

### 2015: long retour à la compétition
Tommy Haas devait faire son retour à la compétition au Masters de Miami mais il doit le repousser plusieurs fois, d'abord au Masters de Monte-Carlo, puis vers la fin du mois d'avril à Munich sur terre battue. Cependant sa vitesse de service restant basse, il repousse encore son retour et pense même à une éventuelle retraite. Toujours blessé, il déclare forfait pour Roland-Garros et espère être prêt pour la tournée sur gazon.
Il joue finalement, ayant reçu une wild card, son premier match de la saison le 9 juin au tournoi ATP de Stuttgart, plus d'un an après son dernier match officiel, ses douleurs à l'épaule ayant enfin disparu. Il écarte Mikhail Kukushkin (6-4, 7-5) puis perd contre le 24e mondial Bernard Tomic (66-7, 2-6). Le 16 juin, lors du tournoi ATP 500 de Halle sur gazon qu'il a remporté en 2009 et 2012, il s'incline dès le premier tour contre le 27e mondial Andreas Seppi (5-7, 2-6). Le 29 juin, il passe le premier tour de Wimbledon contre Dušan Lajović (6-2, 6-3, 4-6, 6-2). Il devient le joueur le plus âgé à passer le premier tour de Wimbledon depuis Jimmy Connors en 1991, puis s'incline au second tour contre Milos Raonic (0-6, 2-6, 7-65, 64-7). Après plusieurs défaites au premier tour dans des tournois aux États-Unis, il joue l'US Open sans plus de résultat et termine sa saison avec deux premiers tours contre deux no 10, à Shanghai puis à Vienne face Jo-Wilfried Tsonga où il parvient à prendre un set.

### 2016: blessures et direction du tournoi d'Indian Wells
Non remis d'une blessure à l'épaule il ne peut prendre part à l'Open d'Australie et annonce son retour pour le tournoi de Munich en avril. En avril, il se rompt le ligament de l'orteil et doit subir une opération qui le contraint à mettre un terme à sa saison. Ne pouvant jouer, il devient directeur du tournoi d'Indian Wells.

### 2017: retour à la compétition
Bénéficiant d'un classement protégé, il fait son retour à la compétition à l'Open d'Australie, mais il abandonne contre Benoît Paire au premier tour après avoir perdu les deux premiers sets. Il perd également au premier tour à Delray Beach fin février contre Nikoloz Basilashvili puis à Miami fin mars contre Jiří Veselý, contre qui il remporte toutefois le premier set. Début avril, pour sa quatrième tentative depuis son retour, il gagne un premier match lors du tournoi de Houston contre le jeune Reilly Opelka, no 168 mondial, puis remporte le premier set contre le 16e mondial Jack Sock avant de s'incliner. Au tournoi de Monte Carlo, il prend sa revanche contre Benoît Paire (40e mondial alors que Haas est techniquement 655e), et devient alors le joueur le plus âgé à remporter un match de tournoi de la catégorie Masters 1000. Au tour suivant, il échoue face à Tomáš Berdych, 12e mondial, après avoir remporté le premier set. Il passe également un tour au tournoi de Munich face à Serhiy Stakhovsky (96e) avant de perdre contre son compatriote Jan-Lennard Struff. Défait dès le premier tour par Gilles Müller à Madrid, il écarte le jeune Américain Ernesto Escobedo à Rome puis perd contre Milos Raonic.
Il participe en juin, grâce à l'obtention d'une wild card, au tournoi ATP 250 de Stuttgart. Il affronte au premier tour le Français Pierre-Hugues Herbert qu'il bat dans un match serré (6-3, 4-6, 7-5) et se retrouve au second tour contre son ami Roger Federer (5e mondial) qu'il bat en trois sets (2-6, 7-68, 6-4) après avoir écarté une balle de match. Il sortira au tour suivant (4-6, 4-6) contre son compatriote Mischa Zverev.

### 2018: retraite définitive
Il est depuis 2 ans le nouveau directeur du tournoi d’Indian Wells, en Californie

## Style de jeu et équipement
Tommy Haas est un joueur très complet et puissant, droitier, possédant un revers à une main. Il est également réputé pour son retour de service d'une qualité extraordinaire. Son revers est considéré comme l'un des meilleurs du circuit et l'Allemand bénéficie d'un coup droit solide. Il dispose d'un bon service, notamment puissant, lui permettant de réaliser une dizaine d'aces par match. Enfin son amortie de revers est souvent d'une qualité redoutable. Il a battu 48 joueurs classés dans le top 10 dont de nombreux top 5 ; deux numéros un mondiaux en 1999 et 2012.
Cependant, Haas est un joueur émotif, capable aussi bien de se crisper alors que le match lui tend les bras, que de s'énerver contre lui-même ou bien les arbitres.
Tommy Haas est sous contrat avec la marque SK Sportkind pour l'habillement. Sa raquette est une Head Prestige Midplus, mais il s'agit plus réellement d'un cosmétique. La véritable raquette étant une Head TGK 238.1. Malgré quelques passages en hybride, son cordage préférentiel reste le boyau Babolat VS Touch, à une tension très élevée (il est monté jusqu'à 34 kg).
Dans le passé, il a également utilisé une raquette Dunlop Muscle Weave 200G, qu'il a fait maquiller à sa guise. Ses anciens équipementiers vestimentaires étaient Nike, ASICS, Limited Sports, K-Swiss, Solfire, Ellesse.

## Soupçons d'empoisonnement
Le 23 septembre 2007, en demi-finale de la Coupe Davis, Tommy Haas perd sèchement 6-2, 6-2, 6-2 son match face à Igor Andreev et déclare forfait pour le match décisif contre Mikhail Youzhny pour douleurs d'estomac. Alexander Waske, un autre joueur de tennis allemand, a déclaré que Haas avait été empoisonné volontairement par les Russes, Haas notant qu'il était le seul Allemand à prendre un café au lait avant de dormir, nuit au cours de laquelle il a cru que « sa dernière heure était arrivée ». Après investigation, la Fédération internationale de tennis clôt l'affaire le 26 novembre 2007 pour manque de preuves.

## Vie privée
Tommy Haas est le fils de Brigitte et Peter Haas. Il a deux sœurs, Sabine (née le 24 avril 1975) et Karin (16 juin 1979). Il est fiancé à l'actrice Sara Foster rencontrée par le biais de Kate Hudson. Ils ont eu ensemble deux filles prénommées Valentina et Josephine.
Vivant en Floride depuis ses 13 ans, il est fait citoyen américain début février 2010. Le 25 mars 2010, il annonce sa décision de représenter dorénavant les États-Unis sur le circuit ATP. Finalement, optant pour la double nationalité, il fait le choix de continuer à jouer en tant que représentant allemand.

## Palmarès

### En simple messieurs
| 15 titres en simple | 0 G. Chelem | 0 G. Chelem | 0 G. Chelem | 0 G. Chelem | 0 Masters  | 0 Masters  | 0 Masters   | 0 Masters   | 1 Masters 1000 | 1 Masters 1000 | 1 Masters 1000 | 1 Masters 1000 | 4 ATP 500          | 4 ATP 500          | 4 ATP 500          | 4 ATP 500          | 10 ATP 250         | 10 ATP 250         | 10 ATP 250     | 10 ATP 250     | 0 JO           | 0 JO           | 0 JO           | 0 JO           |
| 15 titres en simple | 11 sur dur  | 11 sur dur  | 11 sur dur  | 11 sur dur  | 11 sur dur | 11 sur dur | 2 sur gazon | 2 sur gazon | 2 sur gazon    | 2 sur gazon    | 2 sur gazon    | 2 sur gazon    | 2 sur terre battue | 2 sur terre battue | 2 sur terre battue | 2 sur terre battue | 2 sur terre battue | 2 sur terre battue | 0 sur moquette | 0 sur moquette | 0 sur moquette | 0 sur moquette | 0 sur moquette | 0 sur moquette |

## Autres victoires
- 18 mai 1998 : World Team Cup (Allemagne)
- 16 mai 2005 : World Team Cup (Allemagne)

## Parcours dans les tournois duGrand Chelem

### En simple
| Année | Open d'Australie | Open d'Australie | Internationaux de France | Internationaux de France | Wimbledon       | Wimbledon        | US Open         | US Open          |
| ----- | ---------------- | ---------------- | ------------------------ | ------------------------ | --------------- | ---------------- | --------------- | ---------------- |
| 1996  | —                | —                | —                        | —                        | —               | —                | 1er tour (1/64) | Michael Stich    |
| 1997  | —                | —                | —                        | —                        | 2e tour (1/32)  | Mark Petchey     | 3e tour (1/16)  | Marcelo Ríos     |
| 1998  | 1er tour (1/64)  | Albert Costa     | 1er tour (1/64)          | Nicolas Kiefer           | 3e tour (1/16)  | John van Lottum  | 2e tour (1/32)  | I. Kafelnikov    |
| 1999  | 1/2 finale       | I. Kafelnikov    | 3e tour (1/16)           | Félix Mantilla           | 3e tour (1/16)  | Wayne Arthurs    | 1/8 de finale   | Cédric Pioline   |
| 2000  | 2e tour (1/32)   | Y. El Aynaoui    | 3e tour (1/16)           | Marat Safin              | 3e tour (1/16)  | Marc Rosset      | 2e tour (1/32)  | Rainer Schüttler |
| 2001  | 2e tour (1/32)   | Lleyton Hewitt   | 2e tour (1/32)           | Antony Dupuis            | 1er tour (1/64) | Wayne Black      | 1/8 de finale   | Lleyton Hewitt   |
| 2002  | 1/2 finale       | Marat Safin      | 1/8 de finale            | Andrei Pavel             | —               | —                | 1/8 de finale   | Pete Sampras     |
| 2003  | —                | —                | —                        | —                        | —               | —                | —               | —                |
| 2004  | —                | —                | 1er tour (1/64)          | J. C. Ferrero            | 2e tour (1/32)  | Xavier Malisse   | 1/4 de finale   | Lleyton Hewitt   |
| 2005  | 2e tour (1/32)   | Karol Beck       | 3e tour (1/16)           | N. Davydenko             | 1er tour (1/64) | Janko Tipsarević | 3e tour (1/16)  | Robby Ginepri    |
| 2006  | 1/8 de finale    | Roger Federer    | 3e tour (1/16)           | Novak Djokovic           | 3e tour (1/16)  | Tomáš Berdych    | 1/4 de finale   | N. Davydenko     |
| 2007  | 1/2 finale       | F. González      | —                        | —                        | 1/8 de finale   | Forfait          | 1/4 de finale   | N. Davydenko     |
| 2008  | —                | —                | —                        | —                        | 3e tour (1/16)  | Andy Murray      | 2e tour (1/32)  | Gilles Müller    |
| 2009  | 3e tour (1/16)   | Rafael Nadal     | 1/8 de finale            | Roger Federer            | 1/2 finale      | Roger Federer    | 3e tour (1/16)  | F. Verdasco      |
| 2010  | 3e tour (1/16)   | J.-W. Tsonga     | —                        | —                        | —               | —                | —               | —                |
| 2011  | —                | —                | 1er tour (1/64)          | Marsel Ilhan             | 1er tour (1/64) | Gilles Müller    | 3e tour (1/16)  | Juan Mónaco      |
| 2012  | 2e tour (1/32)   | Rafael Nadal     | 3e tour (1/16)           | Richard Gasquet          | 1er tour (1/64) | P. Kohlschreiber | 1er tour (1/64) | Ernests Gulbis   |
| 2013  | 1er tour (1/64)  | Jarkko Nieminen  | 1/4 de finale            | Novak Djokovic           | 1/8 de finale   | Novak Djokovic   | 3e tour (1/16)  | Mikhail Youzhny  |
| 2014  | 1er tour (1/64)  | G. García-López  | 1er tour (1/64)          | Jürgen Zopp              | —               | —                | —               | —                |
| 2015  | —                | —                | —                        | —                        | 2e tour (1/32)  | Milos Raonic     | 1er tour (1/64) | F. Verdasco      |
| 2016  | —                | —                | —                        | —                        | —               | —                | —               | —                |
| 2017  | 1er tour (1/64)  | Benoît Paire     | —                        | —                        | 1er tour (1/64) | Ruben Bemelmans  | —               | —                |

N.B. : à droite du résultat se trouve le nom de l'ultime adversaire.

### En double
| Année | Open d'Australie | Open d'Australie | Internationaux de France                                                           | Internationaux de France | Wimbledon | Wimbledon | US Open                                                                           | US Open |
| ----- | ---------------- | ---------------- | ---------------------------------------------------------------------------------- | ------------------------ | --------- | --------- | --------------------------------------------------------------------------------- | ------- |
| 2005  | —                | —                | —                                                                                  | —                        | —         | —         | 1er tour (1/32) A. Waske \|\| style="text-align:left;" \| A. Kuznetsov S. Oudsema |         |
| 2006  | —                | —                | —                                                                                  | —                        | —         | —         | —                                                                                 | —       |
| 2007  | —                | —                | —                                                                                  | —                        | —         | —         | —                                                                                 | —       |
| 2008  | —                | —                | —                                                                                  | —                        | —         | —         | —                                                                                 | —       |
| 2009  | —                | —                | —                                                                                  | —                        | —         | —         | —                                                                                 | —       |
| 2010  | —                | —                | —                                                                                  | —                        | —         | —         | —                                                                                 | —       |
| 2011  | —                | —                | 1er tour (1/32) P. Petzschner \|\| style="text-align:left;" \| M. Bhupathi L. Paes | —                        | —         | —         | —                                                                                 |         |
| 2015  | —                | —                | —                                                                                  | —                        | —         | —         | 1/8 de finale R. Štěpánek \|\| style="text-align:left;" \| D. Inglot R. Lindstedt |         |

N.B. : le nom du partenaire se trouve sous le résultat ; le nom des ultimes adversaires se trouve à droite.

## Parcours dans lesMasters 1000
| Année | Indian Wells                  | Miami                 | Monte-Carlo                 | Rome                      | Hambourg puis Madrid     | Canada                    | Cincinnati               | Stuttgart puis Madrid puis Shanghai | Paris                       |
| ----- | ----------------------------- | --------------------- | --------------------------- | ------------------------- | ------------------------ | ------------------------- | ------------------------ | ----------------------------------- | --------------------------- |
| 1997  | —                             | 3e tour T. Muster     | —                           | 2e tour Carlos Moyà       | 1/2 finale F. Mantilla   | 2e tour T. Enqvist        | 2e tour A. Costa         | 1er tour Tim Henman                 | —                           |
| 1998  | 1/8 de finale Petr Korda      | 3e tour M. Ríos       | —                           | 1/8 de finale G. Kuerten  | 2e tour F. Santoro       | 1/8 de finale P. Sampras  | 1/8 de finale M. Larsson | 2e tour M. Ríos                     | 1/8 de finale M. Gustafsson |
| 1999  | 1er tour H. Arazi             | 2e tour N. Lapentti   | 2e tour S. Grosjean         | —                         | 1/4 de finale M. Ríos    | 1/8 de finale N. Kiefer   | 1/8 de finale G. Kuerten | 1/8 de finale G. Rusedski           | 1/4 de finale N. Lapentti   |
| 2000  | 1/8 de finale Philippoussis   | 3e tour L. Hewitt     | 1er tour H. Arazi           | 1er tour Jiří Novák       | 1er tour M. Kohlmann     | —                         | —                        | 1er tour S. Grosjean                | 2e tour S. Grosjean         |
| 2001  | 2e tour A. Agassi             | 1/8 de finale Forfait | 1/8 de finale G. Kuerten    | 2e tour L. Hewitt         | 2e tour H. Arazi         | 1/2 finale A. Pavel       | 2e tour G. Kuerten       | Victoire Max Mirnyi                 | 1/2 finale S. Grosjean      |
| 2002  | 2e tour T. Martin             | 3e tour A. Pavel      | 1/4 de finale J. C. Ferrero | Finale A. Agassi          | 1/8 de finale T. Robredo | 1/2 finale G. Cañas       | 1er tour M. Chang        | 2e tour F. Santoro                  | 1/8 de finale R. Federer    |
| 2003  | —                             | —                     | —                           | —                         | —                        | —                         | —                        | —                                   | —                           |
| 2004  | 1/8 de finale J. I. Chela     | 1er tour G. Cañas     | 2e tour J. I. Chela         | 1er tour I. Karlović      | 2e tour L. Hewitt        | 1er tour A. Agassi        | 1/4 de finale A. Roddick | 1/8 de finale Taylor Dent           | 1/8 de finale G. Cañas      |
| 2005  | 2e tour P.-H. Mathieu         | 3e tour Mario Ančić   | —                           | 1er tour N. Kiefer        | 1er tour D. Hrbatý       | —                         | 1er tour P.-H. Mathieu   | 2e tour D. Hrbatý                   | 1/8 de finale D. Ferrer     |
| 2006  | 1/8 de finale J. Blake        | 3e tour R. Federer    | —                           | 1er tour G. Monfils       | 1er tour R. Söderling    | 2e tour D. Toursounov     | 1/8 de finale R. Nadal   | 1/8 de finale R. Nadal              | 1/2 finale D. Hrbatý        |
| 2007  | 1/4 de finale A. Murray       | 2e tour A. Falla      | —                           | 1er tour R. Štěpánek      | —                        | 1/8 de finale R. Štěpánek | 1er tour Mario Ančić     | 2e tour Juan Mónaco                 | 1/8 de finale M. Youzhny    |
| 2008  | 1/4 de finale Forfait         | —                     | 1er tour O. Rochus          | —                         | —                        | 2e tour N. Davydenko      | 1/8 de finale R. Nadal   | —                                   | —                           |
| 2009  | 3e tour N. Djokovic           | 1er tour M. Kukushkin | —                           | —                         | 2e tour A. Roddick       | 2e tour F. González       | 1er tour John Isner      | 2e tour R. Schüttler                | 2e tour A. Clément          |
| 2010  | —                             | —                     | —                           | —                         | —                        | —                         | —                        | —                                   | —                           |
| 2011  | —                             | —                     | —                           | —                         | —                        | —                         | 1er tour Juan Mónaco     | —                                   | —                           |
| 2012  | 2e tour M. Granollers         | 2e tour R. Štěpánek   | —                           | —                         | —                        | 1/4 de finale N. Djokovic | 2e tour J. M. del Potro  | 1/4 de finale N. Djokovic           | —                           |
| 2013  | 1/8 de finale J. M. del Potro | 1/2 finale D. Ferrer  | —                           | 1er tour M. Youzhny       | 1/8 de finale D. Ferrer  | 2e tour M. Matosevic      | 1/8 de finale R. Federer | 1/8 de finale Forfait               | 2e tour Kohlschreiber       |
| 2014  | 1/8 de finale R. Federer      | —                     | —                           | 1/4 de finale G. Dimitrov | 1er tour I. Sijsling     | —                         | —                        | —                                   | —                           |
| 2015  | —                             | —                     | —                           | —                         | —                        | —                         | —                        | 1er tour K. Anderson                | —                           |
| 2016  | —                             | —                     | —                           | —                         | —                        | —                         | —                        | —                                   | —                           |
| 2017  | —                             | 1er tour Jiří Veselý  | 2e tour T. Berdych          | 2e tour M. Raonic         | 1er tour G. Müller       | —                         | —                        | —                                   | —                           |

N.B. : sous le résultat se trouve le nom de l’ultime adversaire.

## Classement ATP en fin de saison
| Année          | 1996 | 1997 | 1998 | 1999 | 2000 | 2001 | 2002 | 2003 | 2004 | 2005 | 2006 | 2007 | 2008 | 2009 | 2010 | 2011 | 2012 | 2013 | 2014 | 2015 | 2016 | 2017 |
| Rang en simple | 196  | 41   | 34   | 11   | 23   | 8    | 11   | -    | 17   | 46   | 11   | 12   | 84   | 18   | 373  | 205  | 21   | 12   | 77   | 476  | -    | 250  |

Source : (en) Classements de Tommy Haas sur le site officiel de la Fédération internationale de tennis